# Clint Hill
Clinton Scott „Clint” Hill (ur. 19 października 1978 w Liverpoolu) – angielski piłkarz grający na pozycji obrońcy w Rangers.